# Віктор (Колорадо)
Віктор (англ. Victor) — місто (англ. city) в США, в окрузі Теллер штату Колорадо. Населення — 379 осіб (2020).

## Географія
Віктор розташований за координатами 38°42′32″ пн. ш. 105°8′31″ зх. д. / 38.70889° пн. ш. 105.14194° зх. д. (38.708996, -105.141845).  За даними Бюро перепису населення США в 2010 році місто мало площу 0,70 км², уся площа — суходіл.

### Клімат
| Клімат : Віктор                              | Клімат : Віктор | Клімат : Віктор | Клімат : Віктор | Клімат : Віктор | Клімат : Віктор | Клімат : Віктор | Клімат : Віктор | Клімат : Віктор | Клімат : Віктор | Клімат : Віктор | Клімат : Віктор | Клімат : Віктор | Клімат : Віктор |
| Показник                                     | Січ.            | Лют.            | Бер.            | Квіт.           | Трав.           | Черв.           | Лип.            | Серп.           | Вер.            | Жовт.           | Лист.           | Груд.           | Рік             |
| Абсолютний максимум, °C                      | 13,9            | 16,7            | 20,0            | 22,2            | 25,0            | 28,9            | 33,3            | 28,3            | 26,1            | 25,0            | 18,9            | 17,2            | 33,3            |
| Середній максимум, °C                        | 1,7             | 2,9             | 4,9             | 8,4             | 13,2            | 19,4            | 21,7            | 20,7            | 17,8            | 12,3            | 6,5             | 2,2             | 11,0            |
| Середній мінімум, °C                         | −10,2           | −10,1           | −8,2            | −4,8            | −0,2            | 5,0             | 7,5             | 7,2             | 3,6             | −1,4            | −5,7            | −9,7            | −2,3            |
| Абсолютний мінімум, °C                       | −32,8           | −31,7           | −25,6           | −20             | −12,2           | −10,6           | −1,7            | −3,9            | −10             | −20             | −26,1           | −29,4           | −32,8           |
| Норма опадів, мм                             | 8               | 11              | 28              | 30              | 45              | 42              | 124             | 99              | 39              | 23              | 15              | 14              | 479             |
| -------------------------------------------- | --------------- | --------------- | --------------- | --------------- | --------------- | --------------- | --------------- | --------------- | --------------- | --------------- | --------------- | --------------- | --------------- |
| Джерело: The Western Regional Climate Center |                 |                 |                 |                 |                 |                 |                 |                 |                 |                 |                 |                 |                 |

## Демографія
Згідно з переписом 2010 року, у місті мешкало 397 осіб у 212 домогосподарствах у складі 103 родин. Густота населення становила 569 осіб/км².  Було 337 помешкань (483/км²).
Расовий склад населення:
| - 91,9 % — білих - 2,5 % — корінних американців - 0,5 % — чорних або афроамериканців - 0,5 % — азіатів - 2,8 % — осіб інших рас |

До двох чи більше рас належало 1,8 %. Частка іспаномовних становила 7,8 % від усіх жителів.
За віковим діапазоном населення розподілялося таким чином: 14,6 % — особи молодші 18 років, 74,3 % — особи у віці 18—64 років, 11,1 % — особи у віці 65 років та старші. Медіана віку мешканця становила 49,3 року. На 100 осіб жіночої статі у місті припадало 105,7 чоловіків;  на 100 жінок у віці від 18 років та старших — 105,5 чоловіків також старших 18 років.
Середній дохід на одне домашнє господарство  становив 52 405 доларів США (медіана — 38 333), а середній дохід на одну сім'ю — 72 124 долари (медіана — 53 125). Медіана доходів становила 38 750 доларів для чоловіків та 29 750 доларів для жінок. За межею бідності перебувало 14,7 % осіб, у тому числі 0,0 % дітей у віці до 18 років та 28,4 % осіб у віці 65 років та старших.
Цивільне працевлаштоване населення становило 215 осіб. Основні галузі зайнятості: мистецтво, розваги та відпочинок — 39,5 %, сільське господарство, лісництво, риболовля — 13,0 %, освіта, охорона здоров'я та соціальна допомога — 8,4 %, публічна адміністрація — 7,4 %.